# Kurt Jooss

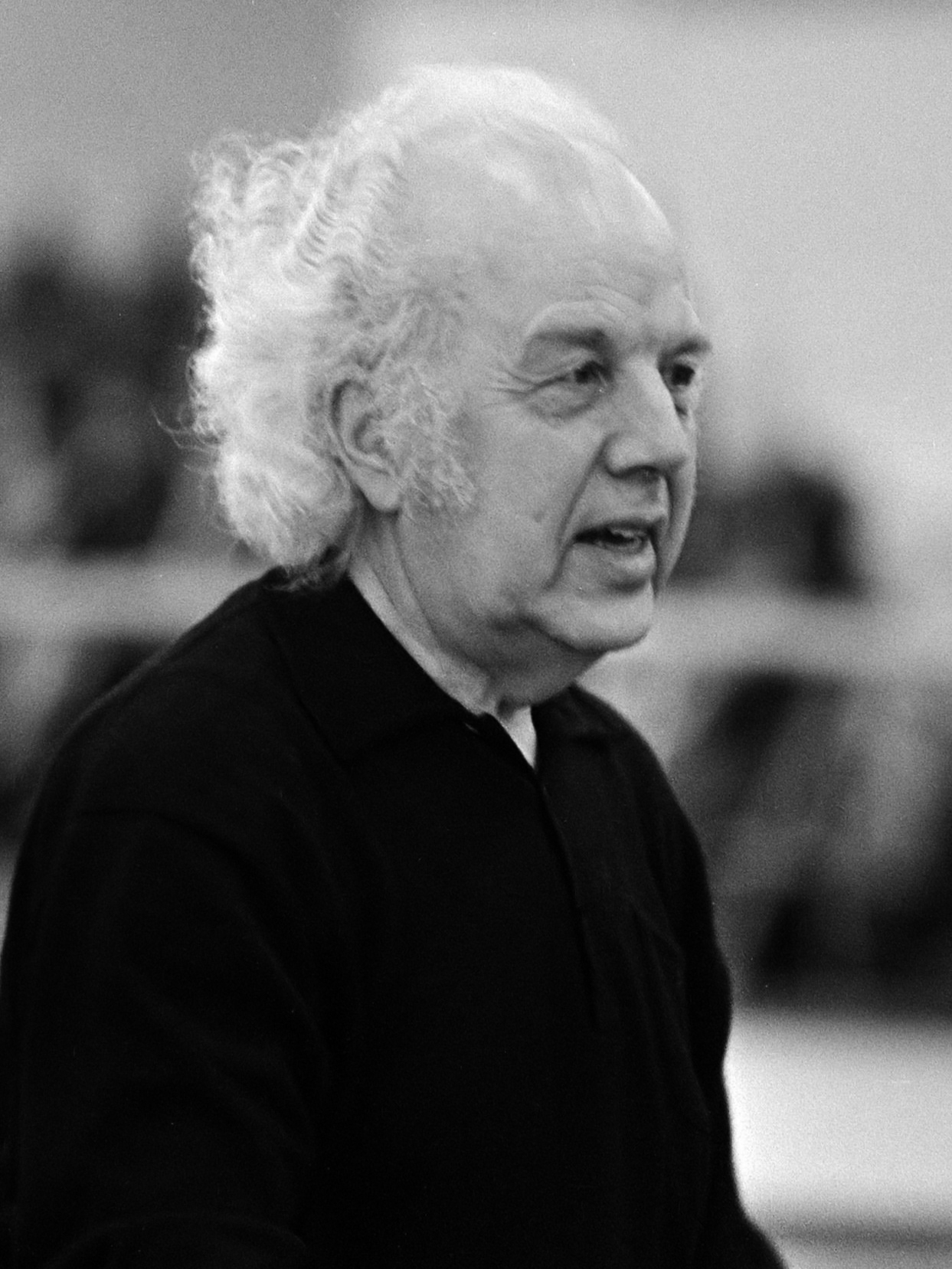
Kurt Jooss (1971)

Kurt Jooss (* 12. Januar 1901 in Wasseralfingen; † 22. Mai 1979 in Heilbronn) war ein deutscher Tänzer, Choreograf und Tanzpädagoge, der das deutsche Tanztheater maßgeblich beeinflusste. Er war Mitbegründer der Folkwangschule für Musik, Tanz und Sprechen und Gründer des experimentellen Folkwang Tanzstudios.

## Leben

### Herkunft und Bildung
Kurt Jooss war der Sohn eines Guts- und Brauereibesitzers, dessen Vorfahren wiederum als Schäfer und Bauern im Raum Heidenheim an der Brenz tätig waren. Seine Mutter stammte aus einer alteingesessenen Kaufmannsfamilie von Aalen. 
Er besuchte die Realschule in Aalen bis zum Abitur. Anstatt sich für die Übernahme des väterlichen Gutes zu interessieren, wählte er eine künstlerische Ausbildung und besuchte das Württembergische Konservatorium für Musik in Stuttgart von 1919 bis 1920 (Klavier und Theorie). Parallel dazu studierte er von 1919 bis 1921 bei Helga Lindberg und Rudolf Gmeiner Gesang sowie von 1920 bis 1921 Schauspiel bei Emmy Remolt-Jessen. Von 1920 bis 1922 nahm er Tanzunterricht bei Rudolf von Laban und assistierte ihm schließlich zwei Jahre lang in Hamburg. 

### Persönliches
Kurt Jooss war verheiratet mit Aino, geb. Leberecht. Ihr Bühnenname war Siimola, benannt nach dem estnischen Stammhof ihrer Familie. 1971 starb seine Frau. Der Ehe entstammten zwei Töchter, Anna Maria Markard-Jooss und Christina Barbara. Anna Markard arbeitete ebenfalls als Choreografin und Tanzlehrerin.

## Wirken

### Stadttheater Münster und Neugründung
Anschließend arbeitete Jooss als Ballettmeister und Regisseur am Stadttheater in Münster. 1925 schlossen sich Jooss und Sigurd Leeder, die auch privat ein Paar waren, einer Künstlergruppe an und eröffneten eine neue Tanzschule Westfälische Akademie für Bewegung, Sprache und Musik. Jooss und Leeder studierten ab 1926 in Paris Klassisches Ballett bei der russischen Ballerina Lubov Egorova.
1927 verlegte Jooss die Westfälische Akademie nach Essen als Teil der neu gegründeten Folkwangschule für Musik, Tanz und Sprechen. 1928 gründete er dort das Folkwang-Tanztheater-Experimentalstudio, das in den 1930er Jahren als „Wiege des deutschen Ausdruckstanzes“ galt und Wegbereiter des Tanztheaters war. Daraus ging später das Folkwang Tanzstudio hervor, heute Teil der Folkwang Universität der Künste.

### Essener Opernhaus
Jooss wurde 1930 Ballettdirektor am Essener Opernhaus. Weltbekannt wurde Jooss als Choreograph von Der Grüne Tisch, einer expressionistischen, tänzerischen Darstellung von Verhandlungen über Krieg und Tod, und wurde 1932 in Paris dafür mit dem 1. Preis des Internationalen Choreographischen Wettbewerbs ausgezeichnet. Die wohl eindrucksvollsten fotografischen Aufnahmen des Tanz-Werkes Der Grüne Tisch machte der Fotograf Albert Renger-Patzsch bei der Generalprobe im Museum Folkwang um 1931. Kurt Jooss führte die aufgelöste Ballettkompanie des Essener Opernhauses unter dem Namen ballets Jooss fort. 1933 emigrierte er, da er sich weigerte, ohne seine jüdischen Mitarbeiter in Deutschland weiterzuarbeiten. Mit seiner Kompanie führte er von 1934 bis 1940 eine Tanzschule an der reformpädagogischen Dartington Hall School im südenglischen Devon. Er nahm die britische Staatsbürgerschaft an. Die Tanzkompanie gastierte in Europa und New York City mit großem Erfolg, trat aber nicht in Deutschland auf. 1947 löste Jooss seine Gruppe in England auf und arbeitete für ein Jahr als Gastlehrer und Choreograf des Chilenischen Staatsballetts in Santiago de Chile.

### Folkwang
Jooss lehrte ab 1949 wieder an der Folkwangschule. Im neu gegründeten Folkwang-Tanztheater gab die Kompanie ihre erste Vorstellung in Deutschland nach Ende des Zweiten Weltkrieges, musste aber 1953 ihre Arbeit wegen Geldmangels wieder einstellen. Die Stadt Essen wollte nicht mehr den Tanz subventionieren. 1961 ermöglichten Zuschüsse Jooss die Einrichtung von Meisterklassen, aus denen das Folkwang-Ballett hervorging. Gastchoreografen waren Antony Tudor, Jean Cébron, Lucas Hoving und Gigi Caciuleanu. Mit der Erweiterung der Folkwangschule zur Hochschule 1963 wurde Jooss zum Professor für Choreographie berufen und zum Direktor des Tanzinstituts ernannt.
In der Nachkriegszeit setzte sich auf den Bühnen der Bundesrepublik ein konservativer Geschmack durch, das klassische Ballett dominierte die Tanz-Aufführungen. Jooss geriet dadurch zunehmend in das ästhetische Abseits. 1968 trat Jooss vorzeitig von der Leitung der Tanzabteilung in der Folkwangschule zurück, da man ihm noch vor Ablauf des Vertrages untersagte, weitere Dispositionen zu treffen. Das Folkwang-Ballett wurde von seiner ehemaligen Schülerin Pina Bausch weitergeführt. 

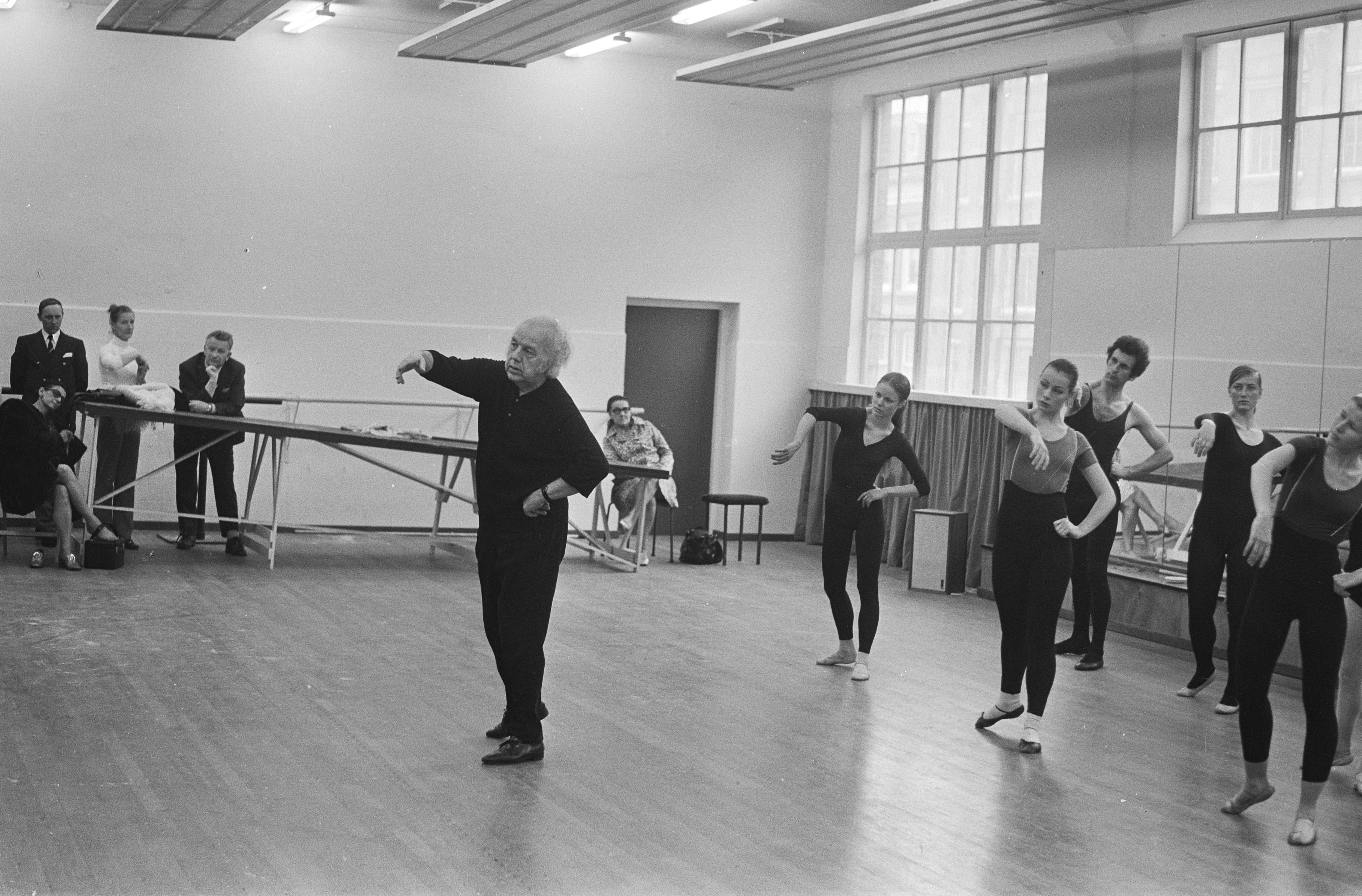
Jooss arbeitet mit Studierenden des Dutch National Ballet (1971)

### Spätes Wirken
Jooss arbeitete danach wieder im Ausland, vor allem in Skandinavien. Am 22. Mai 1979 starb Kurt Jooss nach einem Verkehrsunfall in einem Heilbronner Krankenhaus. 1985 veranstaltete die Stadt Essen zu seinen Ehren ein Tanzfestival mit Stücken von seinen Schülern und Nachfahren aus der Folkwangschule wie Pina Bausch, Susanne Linke, Reinhild Hoffmann und Marilen Breuker.

### Nachlass
Der Nachlass von Kurt Jooss wird im Deutschen Tanzarchiv Köln aufbewahrt. Ein Konvolut von Originalfotografien von Renger-Patzsch befindet sich mit begleitenden Archivalien im Albert Renger-Patzsch Archiv der Stiftung Ann und Jürgen Wilde / Pinakothek der Moderne in München.

## Werke
Neben Der Grüne Tisch zählen zu seinen bekanntesten Werken: Großstadt (Musik von Alexandre Tansman), Pavane auf den Tod einer Infantin (Musik von Maurice Ravel), Ein Ball in Alt-Wien (Musik: Joseph Lanner, Hofballtänze, Arrangement: F.A. Cohen) und Der verlorene Sohn (Musik von Fritz A. Cohen). Ein Werkverzeichnis mit 75 Choreographien, 45 Theater- und Musiktheaterproduktionen sowie ein Tanz- und Schauspielrollenverzeichnis mit 52 Einträgen findet sich bei Stöckemann (2001), S. 443–461.

## Auszeichnungen und Ehrungen

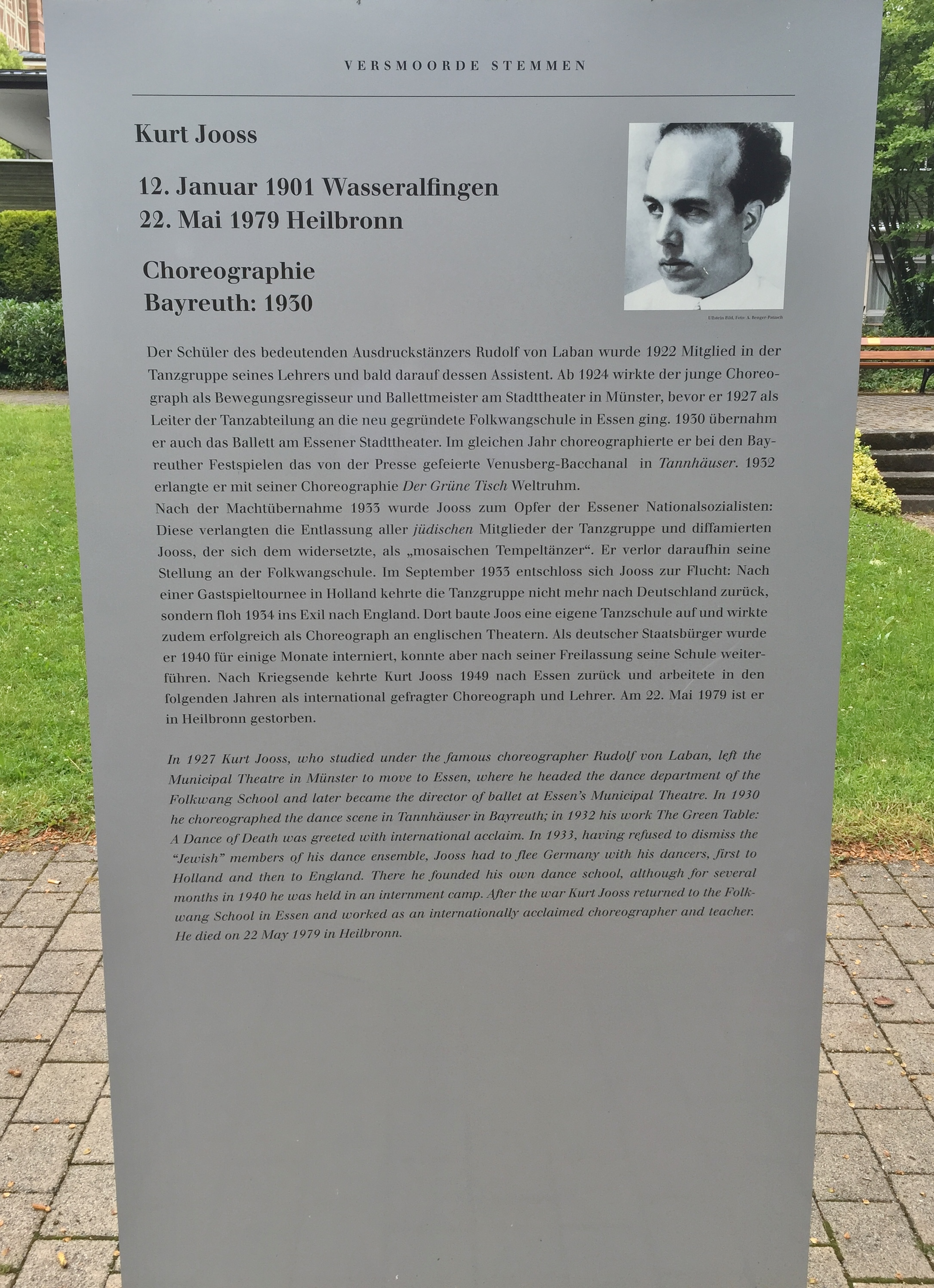
Gedenktafel für Kurt Jooss in Bayreuth

- Gedenktafel für Kurt Jooss in Bayreuth 1932: Erster Preis beim Concours international de chorégraphie en souvenir de Jean Borlin von den Archives Internationales de la Danse am 3. Juli in Paris.
- 1977: Deutscher Kritikerpreis für Tanz
- Die Stadt Essen benannte eine Straße nach Jooss.
- 2014: Nach der Initiative von Marlene Hebach, einer ehemaligen Studentin von Kurt Jooss, wurde kurz vor der Auflösung seiner Grabstelle auf dem Bergfriedhof in Essen-Fischlaken Anfang 2014 von der Stadt Essen beschlossen, das Grab in ein Ehrengrab umzuwandeln.[12]

### Kurt-Jooss-Preis
Die mit 10.000 Euro dotierte Auszeichnung wird von der Stiftung Anna und Hermann Markard sowie der Stadt Essen seit dem Jahr 2001 international ausgeschrieben und alle drei Jahre an Choreographen verliehen, die noch nicht etabliert sind.
Preisträger des Jahres 2001: Annelise Soglio und Torsten Konrad (Deutschland) mit der Choreographie "States"; Samir Akika (Algerien/Deutschland) mit der Choreographie "Lilja". Preisträger des Jahres 2004: LaborGras: Renate Graziadei und Arthur Stäldi (Schweiz) mit der Choreographie "Story-NoStory"; Johannes Wieland (USA/Deutschland) mit der Choreographie "Shift". Preisträger des Jahres 2007: Nicola Mascia und Matan Zamir "Matanicola" (Italien/Israel) mit ihrer Choreographie "Under". Im Jahre 2010 wurde der Preis an den in Weißrussland geborenen, in Israel arbeitenden Tänzer Arkadi Zaides vergeben. Im Jahr 2013 wurde der Kurt-Jooss-Preis unter den Choreographen Maura Morales (Kuba/Deutschland), Chikako Kaido (Japan/Deutschland) und Wu Kang Chen / Su Wei Chia (Taiwan) aufgeteilt. Der Preisträger des Jahres 2016 war Oscar Buthelezi (Südafrika) mit der Choreographie „Road“. Der 2019er Preis ging an die Folkwang Absolventin Chun Zhang, geboren in Shanghai, für ihre Choreographie „Being far away from“. Die nächste Verleihung ist für das Jahr 2024 vorgesehen.[veraltet]

## Filme
- Jooss ist 1923 in Zyklop, Grotesker Zweitanz und einer Gruppenszene der Tanzbühne Laban gefilmt worden und wirkte als Tänzer der Tanzbühne in Dreimännertanz und Das lebende Bild in dem Film Wege zu Kraft und Schönheit (1925) mit.
- Der Grüne Tisch wurde mehrfach aufgezeichnet:
  - 1963 – Regie: Truck Branss, Produktion: WDR, Aufführung: Folkwang-Ballett
  - 1966 – Regie: Peter Wright, Produktion: BBC, Aufführung: Folkwang-Ballett
  - 1977 – Regie: Birgit Cullberg, Produktion: Sveriges Radio, Aufführung: Cullberg-Baletten
  - 1979 – Regie: Motoko Sakaguchi, Produktion: NHK, Aufführung: Star Dancers Ballet
  - 1982 – Regie: Emile Ardolino, Produktion: EBC, Aufführung: Joffrey Ballet
  - 2000 – Regie: Thomas Grimm, Produktion: RM Arts, WTTW, WDR, Aufführung: Joffrey Ballet of Chicago.
- Die zweite Heimkehr des Kurt Jooss. Essen erinnert sich an die Folkwang-Tradition. Buch und Regie: Jochen Schmidt, Produktion: WDR, 1985.
- Gedanken über die Liebe, die Macht und den Tod. Der Choreograph Kurt Jooss. Buch und Regie: Ulrich Tegeder, Produktion: Inter Nationes, 1985.
- Kurt Jooss – Tanz als Bekenntnis. Dokumentarfilm, Deutschland, 2001, 58:40 Min., Buch und Regie: Annette von Wangenheim, Produktion: WDR, Fernsehen Köln, Erstsendung: 14. Januar 2001.[17][18]
- Drei Ballette von Kurt Jooss. Regie: Annette von Wangenheim, Produktion: WDR, Erstsendung: 29. September 2004, 26'. Eine aktuelle Inszenierung von „Pavane auf den Tod einer Infantin“ zur Musik von Maurice Ravel und von „Großstadt“ sowie historische Aufnahmen von „Ein Ball in Alt-Wien“ getanzt vom ballets Jooss (1935) mit Jooss als Kameramann. Inhaltsangabe (Memento vom 14. Oktober 2004 im Internet Archive).[19]